# Paloma Pagés
Paloma Pagés fue una actriz española fallecida en 2012.

## Biografía
Paloma Pagés desarrolló su carrera principalmente en teatro y televisión con puntuales incursiones en la gran pantalla. Comenzó a destacar a principios de la década de 1960 sobre los escenarios madrileños y de otros puntos de España, participando en montajes como Historias para ser contadas (1963), de Oswaldo Dragún, junto a Mercedes Barranco, La idiota (1963), de Marcel Achard, con Luchy Soto, o Blanca por fuera y Rosa por dentro (1964), de Enrique Jardiel Poncela, con Berta Riaza. En 1974 estrenó en España El día después de la feria, de Frank Harvey y 12 años más tarde interpreta La jerga nacional de Lauro Olmo, con Andrés Mejuto.
Muy presente en la pantalla de Televisión española especialmente en la década de 1970 y principios de la siguiente, sus intervenciones coincidieron con la época dorada del teatro televisado en España, con espacios como Estudio 1, que le permitieron interpretar a grandes autores tanto clásicos como contemporáneos, como Henrik Ibsen, August Strindberg, Lope de Vega, Oscar Wilde, Lauro Olmo o Carmen Martín Gaite. Además, hizo también televisión infantil en el espacio 003 y medio, junto a Torrebruno, dando vida al personajes de la detective Gela.
Rodó cinco películas, entre las que destaca La residencia (1970), de Narciso Ibáñez Serrador.

## Trayectoria en televisión
| - Querido maestro - La familia es para las ocasiones (14 de abril de 1997) - Crónicas urbanas - Frágil como el cristal (19 de enero de 1992) - Pedro I el Cruel - Primera función - Celos del aire (2 de marzo de 1989) - Historia de un adulterio (6 de abril de 1989) - Comedia para asesinos (1 de junio de 1989) - El precio de los sueños (5 de octubre de 1989) - Paquita (9 de noviembre de 1989) - La comedia dramática española - El próximo verano (4 de septiembre de 1986) - Veraneantes - El bosque (28 de enero de 1985) - El bosque (2ª parte) (4 de febrero de 1985) - El crepúsculo (2ª parte) (18 de febrero de 1985) - El crepúsculo (3ª parte) (25 de febrero de 1985) - Fragmentos de interior (1984) - La comedia - El huevo (17 de enero de 1984) - 003 y medio (1979) - Los libros - Niebla (21 de marzo de 1976) - El quinto jinete - El ladrón de cadáveres (1 de diciembre de 1975) - La tía de Ambrosio - 11 de junio de 1971 - Personajes a trasluz - Don Juan (26 de mayo de 1970) - Estudio 1 - Peribáñez y el Comendador de Ocaña (30 de abril de 1970) - El otro (29 de octubre de 1971) - El rayo (4 de agosto de 1972) - Raíces (5 de mayo de 1975) - Sinfonía inacabada (9 de mayo de 1979) - Escuela de mujeres (14 de septiembre de 1980) - El pelícano (9 de octubre de 1981) - La pechuga de la sardina (19 de febrero de 1982) | - Hora once - El incendio (2 de marzo de 1969) - El señor secretario (10 de octubre de 1970) - Las mujeres buenas (22 de abril de 1971) - El tonelero de Núremberg (26 de agosto de 1972) - La escuela de los maridos (26 de febrero de 1973) - Teatro de siempre - Casa de muñecas (5 de enero de 1968) - Las preciosas ridículas (4 de marzo de 1967) - El abanico de Lady Windermere (3 de noviembre de 1967) - Judith (18 de enero de 1970) - Las nubes (16 de marzo de 1970) - Por la fuente, Juana (6 de julio de 1970) - La reina muerta (17 de diciembre de 1970) - Secretario particular (4 de marzo de 1971) - El hombre sin cuerpo (30 de junio de 1971) - El día después de la feria (5 de enero de 1978) - Telecomedia de humor - Doscientas pesetas (18 de diciembre de 1966) - Tiempo y hora - Di lo que estás pensando (27 de noviembre de 1966) - Novela - La alegría del Capitán Ribot (1 de febrero de 1965) - El espía (28 de mayo de 1972) - La feria de las vanidades (23 de abril de 1973) - La gaviota (22 de abril de 1974) - Selma Lagerlöf (29 de julio de 1974) - Equipaje de amor para la tierra (7 de noviembre de 1977) - El camino (17 de abril de 1978) |